# Genia Averbuch
Genia Averbuch (Hebreeuws: ג'ניה אוורבוך; Russisch: Женя Авербух) (Smila, 19 mei 1909 - Tel Aviv, 1977) was een Israëlische architect.

## Vroege jaren
Averbuch werd in 1909 geboren in Smila, dat zich destijds bevond in Keizerrijk Rusland. Twee jaar later emigreerde het gezin naar Palestina, waar ze zich vestigden in Tel Aviv. Kort ervoor waren de eerste wijken gedoopt. Haar vader was de eerste apotheker van de stad, haar moeder beeldhouwster. Averbuch groeide op in Tel Aviv en ging in 1926, toen ze zeventien jaar oud was en het Hebreeuwse Herzliya Gymnasium had afgerond, architectuur studeren aan de Regia Scuola di Architettura in Rome. Ze zette haar studie voort in België en behaalde in 1930 een diploma aan de Koninklijke Academie voor Schone Kunsten van Brussel.

## Carrière
In 1930 keerde Averbuch op 21-jarige leeftijd terug naar Palestina en begon haar carrière als architect. Ze werkte twee jaar op de technische afdeling van het Joods Agentschap onder leiding van de Duits-Joodse architect Richard Kauffmann. Daarna opende ze samen met haar echtgenoot en architect Shlomo Ginsburg, die was afgestudeerd aan het Technion in Haifa, een onafhankelijk bureau. Hun werk- en huwelijksrelatie eindigde echter na een korte periode.
In 1932 opende Averbuch samen met ingenieur Zalman Baron een bureau voor architectuur en stadsbouw in Tel Aviv. Twee jaar later trouwde Averbuch met Chaim Alperin, de eerste commandant van de politie van Tel Aviv en tevens een van de oprichters van Magen David Adom, het Israëlische Rode Kruis. Hun enige zoon Daniel werd geboren in 1936.
Met het ontwerp van het Dizengoffplein in Tel Aviv won Averbuch in 1934 een wedstrijd. Dit plein, dat ze samen met de Schotse stedenbouwkundige Patrick Geddes ontwierp, zou uiteindelijk het symbool van de modernisering van de Israëlische kuststad worden.
Tot het einde van de jaren '30 werkte Averbuch samen met bouwingenieur I. Greynetz. Samen deden ze mee aan verschillende wedstrijden. Tijdens de Tweede Wereldoorlog werkte Averbuch eveneens op de gemeentelijke bouwafdeling van Tel Aviv.
In 1939 won Averbuch een wedstrijd voor het ontwerpen van Beit ha-Halutzot (Hebreeuws voor 'Het huis van de pioniers'). Het winnen van deze wedstrijd markeerde het begin van Averbuchs langdurige professionele samenwerking met vrouwenorganisaties in Palestina en later Israël. Tussen 1939 en 1955 ontwierp ze sociale instellingen voor vrouwen en kinderen voor alle vrouwenorganisaties, behalve Hadassah die niet samenwerkte met vrouwelijke architecten.
De samenwerking tussen Averbuch en Baron duurde tot halverwege jaren '70. In de jaren '60 kwam er een derde partner, Chaim Romem, bij het bedrijf. Doordat ze in de jaren '60 twee synagogen ontwierp was Averbuch de tweede vrouwelijke architect in Israël die een dergelijke opdracht kreeg.
Veel van de woongebouwen van de witte stad-gebied, dat tegenwoordig UNESCO-werelderfgoed is, werden door Averbuch ontworpen. Deze bevinden zich onder meer in de Allenby Street, Bialik-straat, Ahad Ha'am-straat en HaYarkon-straat.
In 2014 werd een plein in Tel Aviv naar Averbuch vernoemd.